# Ludovika van Beieren
Marie Ludovika Wilhelmina (München, 30 augustus 1808 – München, 26 januari 1892), kortweg hertogin Ludovika, was prinses van Beieren en de vijfde dochter van koning Maximiliaan I Jozef van Beieren en koningin Caroline. Door haar huwelijk met haar achterneef hertog Maximiliaan in Beieren werd ze hertogin in Beieren. Ze was de moeder van de Oostenrijkse keizerin Elisabeth en de grootmoeder van de Belgische koningin Elisabeth.

## Biografie

### Jeugd en opleiding
Prinses Marie Ludovika Wilhelmina, Luise genoemd, werd geboren als vijfde dochter van koning Maximiliaan I Jozef van Beieren en zijn tweede echtgenote, koningin Caroline. Ludovika was de jongere zus van prinses Sophie van Beieren, die trouwde met aartshertog Frans Karel van Oostenrijk. Via haar zus was ze de tante van de latere keizer Frans Jozef I van Oostenrijk. Ludovika's halfbroer was de latere koning Lodewijk I van Beieren. Prinsen en prinsessen moesten vanaf hun vierde jaar deelnemen aan het hofleven, met inbegrip van bezoeken aan het theater, zodat zij gewend raakten aan de hofetiquette. De kinderen kregen les in de literatuur van beroemde klassieken, aardrijkskunde en geschiedenis, en groeiden tweetalig op, Duits en Frans. Onder de leraren van de Beierse prinsessen was de beroemde filoloog Friedrich Thiersch, die in 1809 vanuit Göttingen naar München was gekomen.

### Huwelijk
Haar huwelijk was, anders dan het in de Sissi-trilogie werd voorgesteld, niet een bijzonder gelukkig huwelijk. Willem in Beieren en Maximiliaan I Jozef van Beieren, beslisten dat ze zou trouwen met haar achterneef hertog Maximiliaan Jozef in Beieren uit het Huis Wittelsbach. Drie jaar na de dood van koning Maximiliaan I Jozef, werden ze in de Schloßkirch in Tegernsee getrouwd op 9 september 1828. Het paar woonde in de winter in het Hertog Maxpaleis te München en in de zomer op Slot Possenhofen aan de Starnberger See. Het huwelijk tussen Ludovika en Max was nooit echt gelukkig en van liefde was er helemaal geen sprake. Toch ontwikkelde er zich een bepaalde verstandhouding en acceptatie. Kort na hun 50-jarig jubileum kreeg Max een beroerte, waarna Ludovika voor hem zorgde. Vanaf dat moment was er bij hem een ommekeer en Max behandelde haar nadien beter.
Het paar kreeg 10 kinderen samen:
- Lodewijk (21 juni 1831 - 6 november 1920), trouwde met het burgermeisje Henriëtte Mendel. Hierdoor verloor hij zijn recht als opvolger;
- Willem Karel (24 december 1832 - 13 februari 1833);
- Helene (4 april 1834 - 16 mei 1890), trouwde met prins Maximilian Anton Lamoral von Thurn und Taxis;
- Elisabeth (24 december 1837 - 10 september 1898), trouwde met keizer Frans Jozef I van Oostenrijk en werd hierdoor keizerin van Oostenrijk;
- Karel (9 augustus 1839 - 30 november 1909), volgde zijn vader op als hertog in Beieren;
- Marie (4 oktober 1841 - 19 januari 1925), trouwde met Frans II der Beide Siciliën en werd hierdoor later koningin der Beide Siciliën;
- Mathilde (30 september 1843 - 18 juni 1925), trouwde met graaf Lodewijk van Bourbon-Sicilië;
- Maximiliaan (8 december 1845), vermoedelijk doodgeboren;
- Sophie (22 februari 1847 - 4 mei 1897), trouwde met hertog Ferdinand van Alençon-Orléans;
- Maximiliaan (7 december 1849 - 12 juni 1893), trouwde met prinses Amalie van Saksen-Coburg en Gotha.

De kinderen werden opgevoed tussen Possenhofen en München zonder beperkingen. Hun moeder, een koningsdochter, was er niettemin op gebrand haar dochters schitterend uit te huwelijken. Om haar doel te bereiken, steunde zij op haar zusters, die met de katholieke (Saksen, Oostenrijk) of protestantse (Pruisen) Duitse heersers waren getrouwd. De bekendste van de tien was Elisabeth, oftewel Sisi, die later keizerin van Oostenrijk zou worden. Haar zoon Karel Theodoor was de vader van Elisabeth in Beieren en daarmee een voorvader van de Belgische koningen sinds 1934.

### Later leven

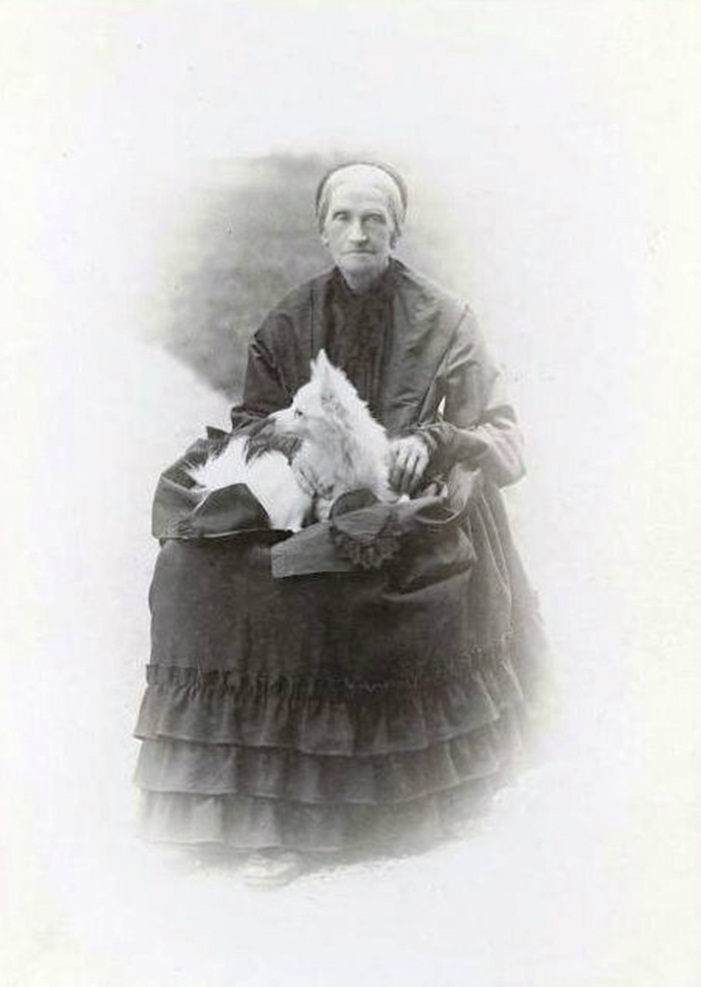
Ludovika op hoge leeftijd

In haar laatste levensjaren werd ze geconfronteerd met tragische gebeurtenissen, zoals de dood van haar neef Lodewijk II van Beieren en de zelfmoord van haar kleinzoon Rudolf van Oostenrijk.
Op 25 januari 1892 ontving keizerin Elisabeth een telegram uit München: Ludovika had een longontsteking. Op 26 januari 1892, om vier uur in de ochtend, stierf hertogin Ludovika op 83-jarige leeftijd. Bij haar overlijden had ze zeven kinderen, vijftien kleinkinderen en twaalf achterkleinkinderen. Een dag na haar overlijden werd haar dertiende achterkleinkind geboren. Vier jaar ervoor stierf haar man op bijna 80-jarige leeftijd aan een beroerte.
Na haar dood werd ze bijgezet in het familiegraf in de abdij van Tegernsee, Beieren.

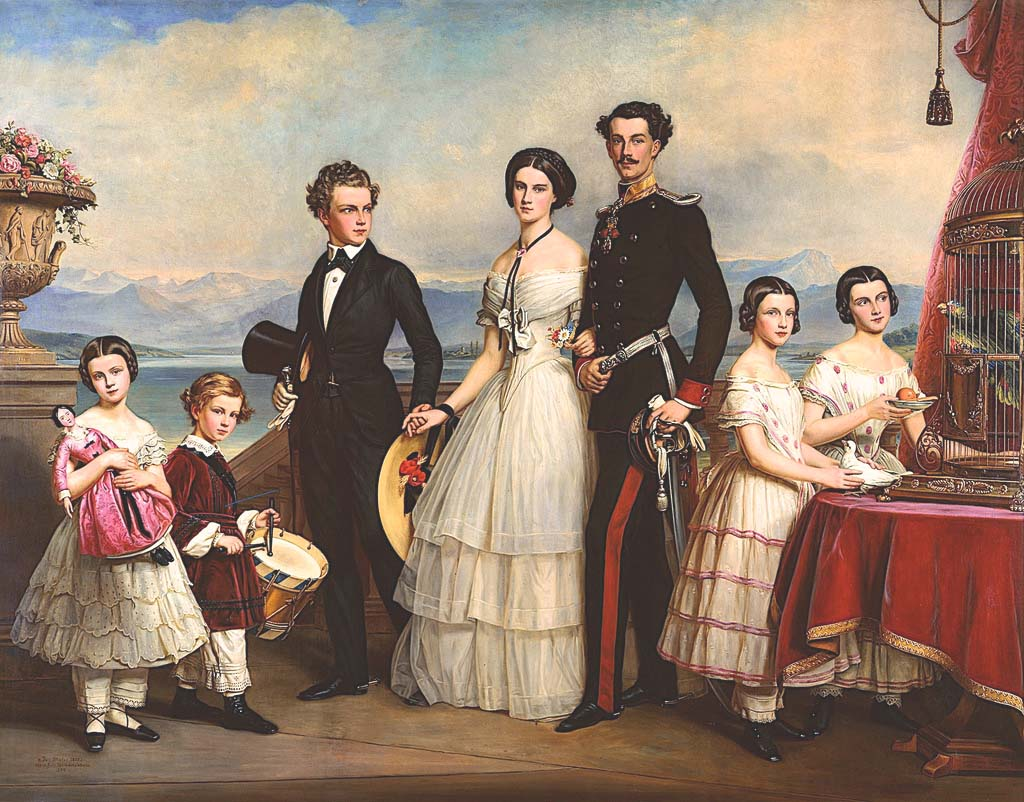
Een aantal kinderen van Max: v.l.n.r.: Sophie, Maximiliaan Emanuel, Karel Theodoor, Helene, Lodewijk, Mathilde en Marie

- Gemeinsame Normdatei: 117315540
- Virtual International Authority File: 35230968
- WorldCat: E39PBJdgYHGTdwWpbRVY8cvJXd